# Bazartete
Bazartete (auch: Bazar Tete) ist ein osttimoresisches Dorf in der Gemeinde Liquiçá. Es ist der Hauptort des Verwaltungsamtes Bazartete.

## Ortsname
1936 wurde Bazartete von den Portugiesen, nach dem Gouverneur von Portugiesisch-Timor Eduardo Augusto Marques (1908–1909), in Vila Eduardo Marques umbenannt. Doch der Name setzte sich nicht durch und einige Jahre nach dem Zweiten Weltkrieg kehrte man zum alten Namen zurück.

## Geographie
Bazartete liegt in der Aldeia Bazartete (Suco Fatumasi) auf einem Bergrücken, auf 899 m Höhe, im Regenwald, sieben Kilometer in Luftlinie südöstlich vom Ort Liquiçá. Nördlich schließt sich das Dorf Fatumasi an Bazartete an.
Neben den Sitz des Sucos und des Verwaltungsamtes stehen im Dorf eine Grundschule, eine Polizeistation, einen Hubschrauberlandeplatz und ein kommunales Gesundheitszentrum.

## Geschichte
Ende 1979 befand sich im Ort Bazartete ein indonesisches Transit Camp für Osttimoresen, die zur besseren Kontrolle von den Besatzern umgesiedelt werden sollten. Während der Gewaltwelle von 1999 wurden im Suco Fatumasi 70 bis 80 % der Gebäude zerstört.

## Persönlichkeiten
- Pascoela Barreto (* 1946), Diplomatin
- Brigida Antónia Correia (* 1964), Politikerin
- Hermenegildo da Cruz (* 1977), Polizeibeamter